# Список епископов Туля
Епископы Туля — епископы, в разные годы занимавшие кафедру в городе Туль во Франции. Кафедра епархии Туля (упразднена в 1801 году в пользу города Нанси) основана в 365 году и являлась исторической епархией Лотарингии. Список католических епархиальных епископов, носящих титул епископа Тульского (с 365 до 1801 епархия Туля, с 1824 епархия Нанси и Туля):
- святой Мансуэт († 375) — первый епископ Туля
- святой Амон ок. 400?
- святой Алхас[фр.] ок. 423?
- святой Гельзим[фр.] ок. 455?
- святой Ауспиций[фр.] ок. 478?
- святой Урс († ок. 500)
- святой Апр (500—507)
- святой Аладий[фр.] 508—525?
- святой Трифсорих 525—532
- святой Дульцитий[фр.] 532?-549
- Алодий ок. 549
- Тразерик
- святой Премон[фр.]
- Антимунд
- Евдолий ок. 602
- Теофред 640—653
- Левдин Бодо ок. 660
- Эборин ок. 664
- Леудин 667?-669
- Адеотат 679—680
- Эрментий ок. 690?
- Магнальд ок. 695?
- Додо ок. 705
- Грибоальд 706—739?
- Годо 739?-756
- Иаков 756—767
- Борно 775—794
- Ванних 794?-813
- Фротарь 814—846
- Арнульф 847—871
- Арнальд 872—894
- Людхельм 895—905
- Дрого 907—922
- Гозлен 922—962
- святой Герард I 963—994
- Стефен 994—995
- Роберт 995—996
- Бертольд 996—1019
- Эрман 1020—1026
- Андрэ 1021-1041